# درخت تشمن (زاز الشرقي)
درخت تشمن (بالفارسية: درخت چمن) هي قرية تقع في إيران في قسم زاز الشرقي الریفي. يقدر عدد سكانها بـ 146 نسمة .